# トルノヴォ (ボスニア・ヘルツェゴビナ連邦)

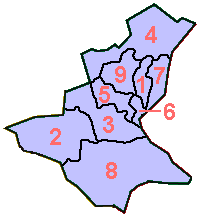
サラエヴォ県の行政区分。「8」がトルノヴォ

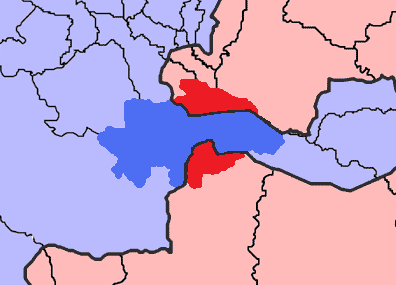
トルノヴォ自治体の区分。赤がスルプスカ共和国側、青がボスニア連邦側。

トルノヴォ（ボスニア語: Trnovo (FBiH),クロアチア語: Trnovo (FBiH),セルビア語: Општина Трново (ФБиХ, БиХ)）はボスニア・ヘルツェゴビナの基礎自治体で、ボスニア・ヘルツェゴビナを構成する構成体のうちボスニア・ヘルツェゴビナ連邦のサラエヴォ県に属する自治体である。自治体の議会はビイェラシュニツァ山（Bjelašnica）にあるマルシャルホテル（Maršal）が公式の議会場として使用されている。ボスニア・ヘルツェゴビナ紛争以前の自治体も同名のトルノヴォであったが1995年のデイトン合意以後、ボスニア・ヘルツェゴビナ連邦側とスルプスカ共和国側のイストチノ・サラエヴォを構成する自治体であるトルノヴォの二つに分割されている。

## 人口・民族構成
自治体による統計によれば、トルノヴォの人口はサラエヴォ県では一番少ない1,747人である。また、人口密度もサラエヴォ県にある9つの自治体のうち一番少なく65歳以上の高齢者の割合は一番高くなっている。民族構成はボシュニャク人が95.4%を占め、セルビア人は4.6%を占めている。クロアチア人やその他の民族は報告されていない。2005年現在の民族構成は96%がボシュニャク人が占めるとされる。

## 経済
自治体にはビイェラシュニツァ山が立地するため、スキー場などが整備され観光客を集めているがさらなら観光開発の可能性もある。しかしながら、紛争によるインフラ損害の影響も未だにあり農業も主要な経済の分野を担っている。自治体内にはネレトヴァ川上流部の主要な支流であるラキトニツァ渓谷（Rakitnica）も位置する。